# Collège de garçons de Carpentras
Le collège des garçons de Carpentras est un ancien établissement d'enseignement, géré par les Jésuites, aujourd'hui utilisé comme maison des associations et espace culturel.

## Histoire

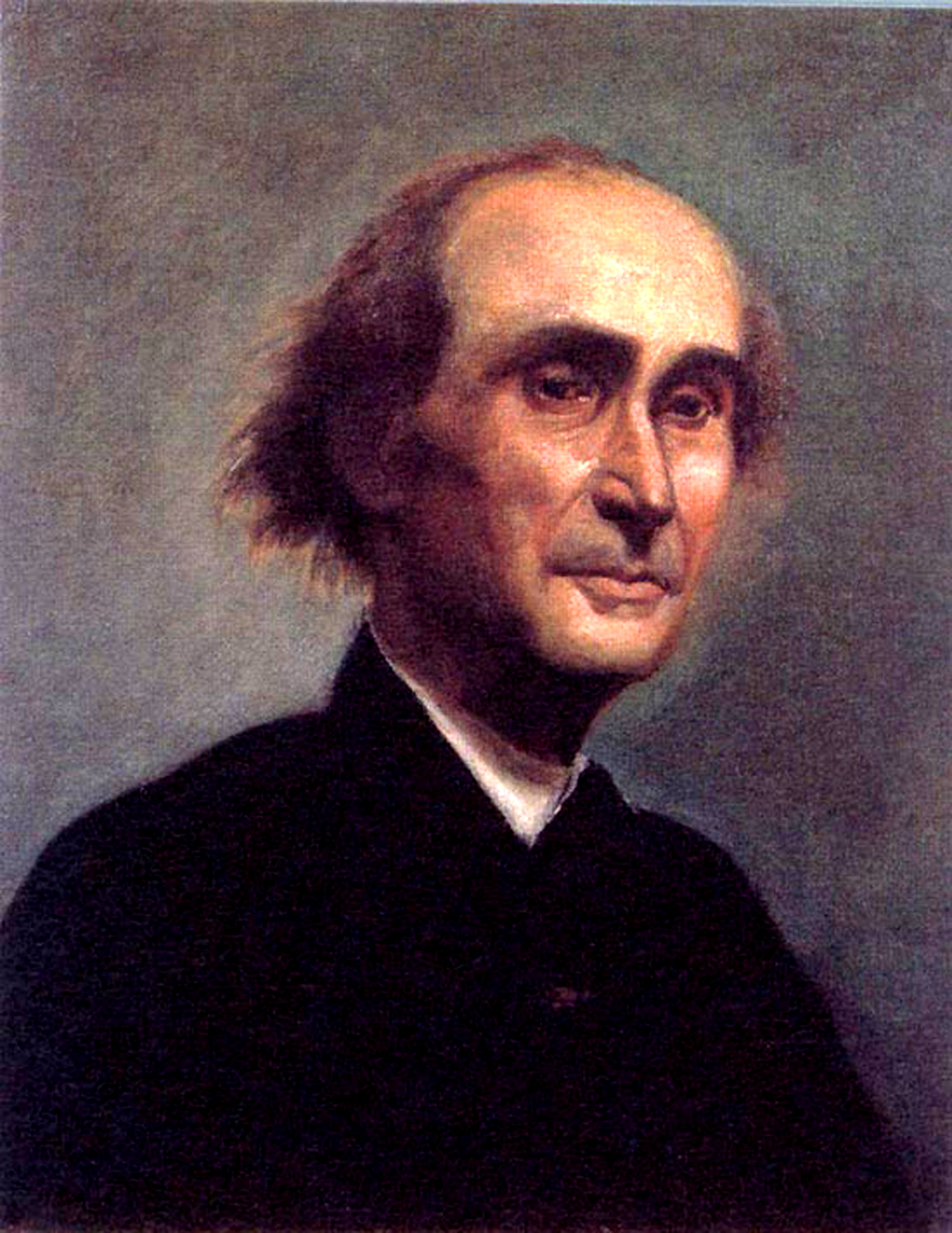
Jean-Henri Fabre vers 30 ans

En 1592, la municipalité demande aux Dominicains, alors déjà installés à Carpentras, d'établir un collège, pour l'éducation des garçons de la ville. Dans l'année qui suit, comme l'atteste un mémoire du maçon Guillaume Margaret, le premier étage du collège est déjà édifié. Mais les travaux ralentissent, et la construction n'est pas achevé en 1607. La pape Paul V accorde enfin aux Jésuites de reprendre le projet, et la gestion de l'établissement. L’enseignement composé de grammaire, de rhétorique et d’humanités prodiguée par l’ordre des Jésuites est très réputé.
Plusieurs projets d’agrandissement furent proposés par Étienne Martellange, deux en 1607 et un en 1612. Bien que ce fut le projet de 1612 qui fut approuvé; les aménagements réalisés sont plus proches des projets de 1607.
Le bâtiment est agrandi en 1612, pour un coût de 97 027 florins. La construction de la chapelle début en 1638. Au milieu du XVIIe siècle, on compte environ 300 élèves.
Les jésuites se sont occupés de la direction du collège jusqu’en 1768, date de leur exclusion du royaume de France par Louis XV.
Par la suite le collège connu une succession de gestionnaires ecclésiastiques jusqu’en 1780 puis il fut confié par la ville au Corps de la Doctrine Chrétienne qui s’en occupa jusqu’en 1791.
Comme beaucoup d’édifices religieux lors de la Révolution, la Chapelle se retrouvât dépouillée de son mobilier, ornementations et objets liturgiques.
En 1805, le conseil de la ville donna de nouveau la gestion de l’établissement aux ecclésiastiques. Jean-Henri Fabre a enseigné dans ce collège, de 1843 à 1849. Le collège perdura jusqu’en 1989. La chapelle du collège est classée monument historique en 1926.

## Bâtiments

### La chapelle
La construction de la Chapelle du Collège débuta en 1628 et se termina en 1687 bien que les travaux de sa façade extérieure restèrent inachevés. Cette Chapelle est composée d’une courte nef possédant deux travées bordées de petites chapelles ainsi qu’un vaste transept. Elle suit un plan de croix latine. Son décor se dévoile particulièrement au travers du retable d’une de ses petites chapelle en pierre sculptée. Ce retable dispose de deux panneaux comprenant des trophées religieux, d’un fronton cintré interrompu par une gloire flanquée de deux anges adorateurs.

## Personnalités liées au collège
- Jean-Henri Fabre
- François Arnaud